# Alberto Ormaetxea
Alberto Ormaetxea Ibarlucea (Eibar, 7 de abril de 1939 - 28 de outubro de 2005) foi um futebolista e treinador de futebol espanhol. 

## Carreira
Alberto Ormaetxeas foi um renomado técnico de futebol espanhol, por passagem épica na Real Sociedad campeão espanhol duas vezes, e foi ganhador do Don Balón (prêmio), por duas vezes.